# District militaire sibérien
Le district militaire sibérien est un ancien district militaire des forces terrestres russes. Il est formé à l'origine en tant que district militaire de l'Empire russe en 1864. En 1924, il est réformé dans l'Armée rouge. Après la fin de la Seconde Guerre mondiale, le district est divisé en districts militaires de Sibérie occidentale et orientale. En 1956, le quartier est réformé, puis en 2010, divisé entre les deux districts militaires nouvellement formés : Central et Est.